# درک دروین
درک دروین (انگلیسی: Derek Drouin؛ زادهٔ ۶ مارس ۱۹۹۰) یک ورزشکار دو و میدانی اهل کانادا است. او قهرمان جهان در رشته پرش ارتفاع و دارنده مدال طلا در بازی‌های المپیک تابستانی ۲۰۱۶ است. او همچنین در بازیهای المپیک تابستانی ۲۰۱۲ و ۲۰۱۳ مسکو برنده مدال برنز شد. در سال ۲۰۱۴ با به دست آوردن رکورد ۲٫۴۰ متر در رشته پرش ارتفاع، دهمین مرد برتر جهان در اینگونه رقابتها در فضای باز شد.